# Lega Nazionale A 2018-2019 (calcio femminile)
L'edizione 2018-2019 è stata la quarantanovesima edizione della massima serie del campionato svizzero femminile di calcio. Il campionato è stato vinto dallo Zurigo per la ventiduesima volta nella sua storia.

## Stagione

### Formato
Il campionato continua il formato a singola fase introdotto nella stagione precedente. Le otto squadre partecipanti si sono affrontate in un doppio girone all'italiana con partite di andata e ritorno, per un totale di 28 giornate. La squadra prima classificata era campione di Svizzera ed è ammessa al UEFA Women's Champions League 2018-2019, assieme alla seconda classificata. L'ultima classificata veniva retrocessa direttamente in Lega Nazionale B.

## Squadre partecipanti
| Club             | Città             | Stadio                            | Stagione precedente |
| ---------------- | ----------------- | --------------------------------- | ------------------- |
| Basilea          | Basilea           | Leichtathletik-Stadion St. Jakob  | 2º posto in LNA     |
| Grasshopper      | Zurigo            | GC/Campus                         | 5º posto in LNA     |
| Lucerna          | Lucerna           | Sportanlagen Allmend              | 4º posto in LNA     |
| Lugano 1976      | Lugano            | Stadio di Cornaredo               | 6º posto in LNA     |
| Servette Chênois | Chêne-Bourg       | Stade des Trois-Chêne             | 1º posto in LNB     |
| Young Boys       | Berna             | Stadio Neufeld                    | 3º posto in LNA     |
| Yverdon          | Yverdon-les-Bains | Stade Municipal Yverdon-les-Bains | 7º posto in LNA     |
| Zurigo           | Zurigo            | Sportanlage Heerenschürli         | Campione            |

## Classifica finale
|  | Pos. | Squadra          | Pt | G  | V  | N | P  | GF | GS | DR  |
|  | ---- | ---------------- | -- | -- | -- | - | -- | -- | -- | --- |
|  | 1.   | Zurigo           | 79 | 28 | 26 | 1 | 1  | 89 | 17 | +72 |
|  | 2.   | Lugano 1976      | 49 | 28 | 15 | 4 | 9  | 49 | 35 | +14 |
|  | 3.   | Grasshopper      | 42 | 28 | 12 | 6 | 10 | 35 | 41 | -6  |
|  | 4.   | Servette Chênois | 40 | 28 | 12 | 4 | 12 | 46 | 51 | -5  |
|  | 5.   | Lucerna          | 39 | 28 | 10 | 9 | 9  | 53 | 42 | +11 |
|  | 6.   | Basilea          | 38 | 28 | 11 | 5 | 12 | 48 | 54 | -6  |
|  | 7.   | Young Boys       | 18 | 28 | 5  | 3 | 20 | 34 | 65 | −31 |
|  | 8.   | Yverdon          | 12 | 28 | 2  | 6 | 20 | 15 | 64 | −49 |

Legenda:
      Campione di Svizzera e ammessa alla UEFA Women's Champions League 2019-2020.
      Ammessa alla UEFA Women's Champions League 2019-2020.
      Retrocessa in Lega Nazionale B 2019-2020.
Note:
Tre punti a vittoria, uno a pareggio, zero a sconfitta.
La classifica viene stilata secondo i seguenti criteri:
- Punti conquistati
- Differenza reti generale
- Reti totali realizzate
- Punti conquistati negli scontri diretti
- Differenza reti negli scontri diretti
- Reti realizzate negli scontri diretti

## Statistiche

### Classifica marcatrici
| Gol |  |  | Giocatore        | Squadra          |
| --- |  |  | ---------------- | ---------------- |
| 17  |  |  | Irina Brütsch    | Lucerna          |
| 17  |  |  | Cara Curtin      | Lugano 1976      |
| 17  |  |  | Fabienne Humm    | Zurigo           |
| 17  |  |  | Kristina Maksuti | Lugano 1976      |
| 17  |  |  | Maeva Sarrasin   | Servette Chênois |
| 14  |  |  | Tyara Buser      | Basilea          |
| 13  |  |  | Coumba Sow       | Zurigo           |
| 12  |  |  | Martina Moser    | Zurigo           |
| 11  |  |  | Caroline Müller  | Grasshopper      |
| 10  |  |  | Naomi Mégroz     | Zurigo           |
| 10  |  |  | Patricia Willi   | Zurigo           |